# Nowe Sadłowo
Nowe Sadłowo – wieś w Polsce położona w województwie kujawsko-pomorskim, w powiecie rypińskim, w gminie Rypin.

## Podział administracyjny
W latach 1975–1998 miejscowość administracyjnie należała do województwa włocławskiego.

## Demografia
Według Narodowego Spisu Powszechnego (III 2011 r.) liczyła 179 mieszkańców. Jest dziewiętnastą co do wielkości miejscowością gminy Rypin.